# USS Hornet (CV-8)
USS Hornet (CV-8) a fost un portavion al flotei Marinei SUA. Ea este a șaptea navă americană care poartă acest nume, din clasa Yorktown.
A participat la mai multe acțiuni militare.
Aceste acțiuni includ:
- Raidul Doolittle
- Bătălia de la Midway
- Campania din insulele Solomon
- Campania din Guadalcanal
- Bătălia de la Insulele Santa Cruz, unde a fost scufundat.

Hornet a fost în serviciu un an și șase zile și a fost ultimul portavion al flotei SUA scufundat vreodată de foc inamic. Pentru aceste acțiuni, portavionul a fost distins de patru Service Star, citare pentru Raidul Doolittle în 1995, și Escadrila 8 torpiloare de pe portavion a fost citat pentru eroism extraordinar de care a dat dovadă în Bătălia de la Midway.

## Al Doilea Război Mondial

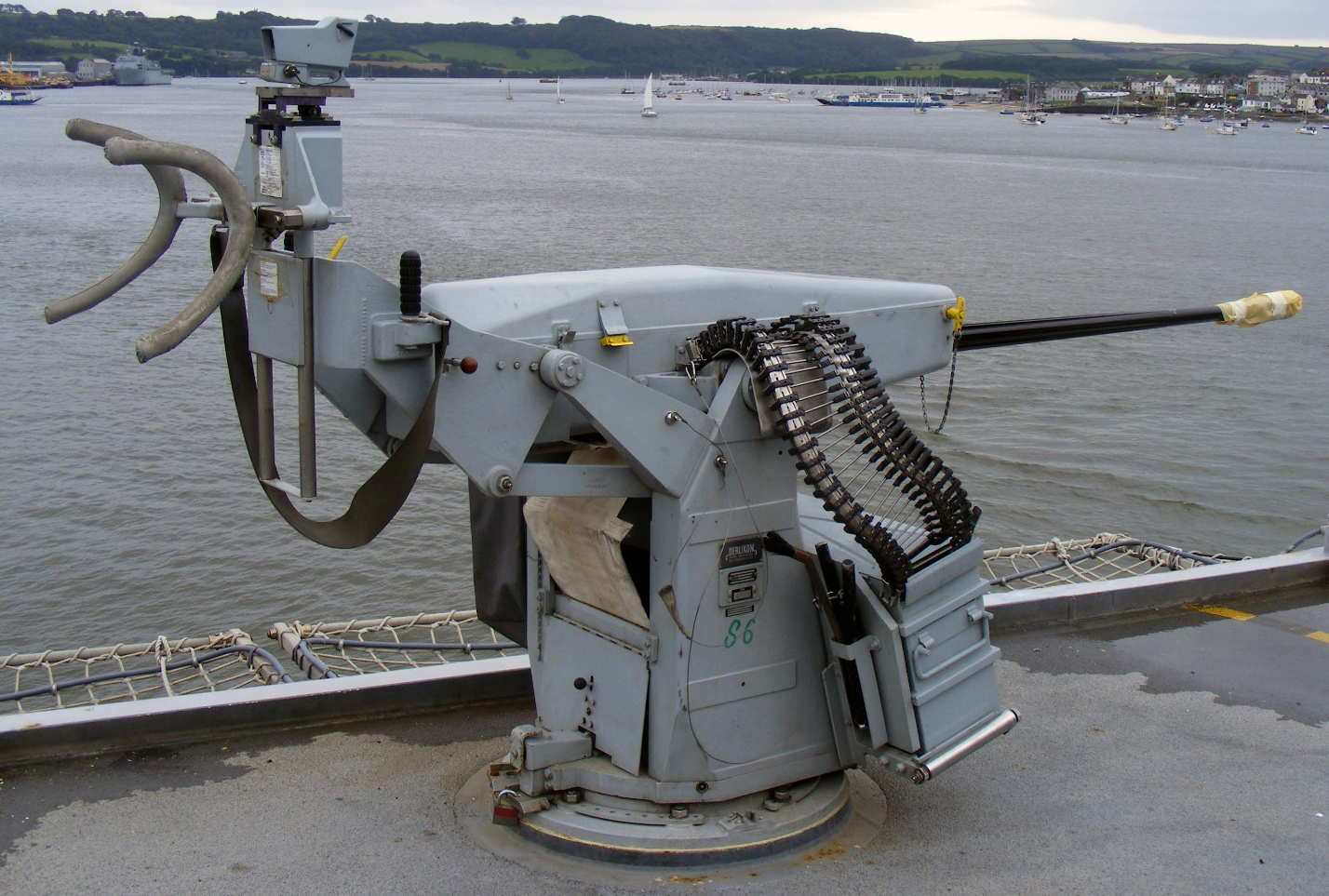
Tun antiaerian Oerlikon de 20mm

Portavionul a fost lansat la apă în data de 14 decembrie 1940 avându-l la comandă pe Marc Mitscher.
La bord avea de exemplu:
- 36 Douglas TBD Devastator,
- 18 Grumman F2F,
- 37 Curtiss SBC Helldiver.

Armamentui lui a fost modernizat în ianuarie 1942, s-au eliminat toate mitralierele de 13 mm și s-au înlocuit cu treizeci tunuri antiaeriene Oerlikon de 20 mm.
Un indiciu al unei viitoare misiuni a avut loc la 2 februarie 1942, când Hornet a plecat din Norfolk cu două bombardiere medii tip B-25 Mitchell pe punte. Pe mare avioanele au fost lansate spre surprinderea și uimirea  echipajului de pe Hornet.
Echipajul nu a fost conștient de semnificația acestui experiment, astfel că  Hornet a revenit la Norfolk, apoi s-a pregătit să plece de luptă, și la 4 martie a navigat spre Coasta de Vest prin Canalul Panama.

## Raidul Doolittle, aprilie 1942

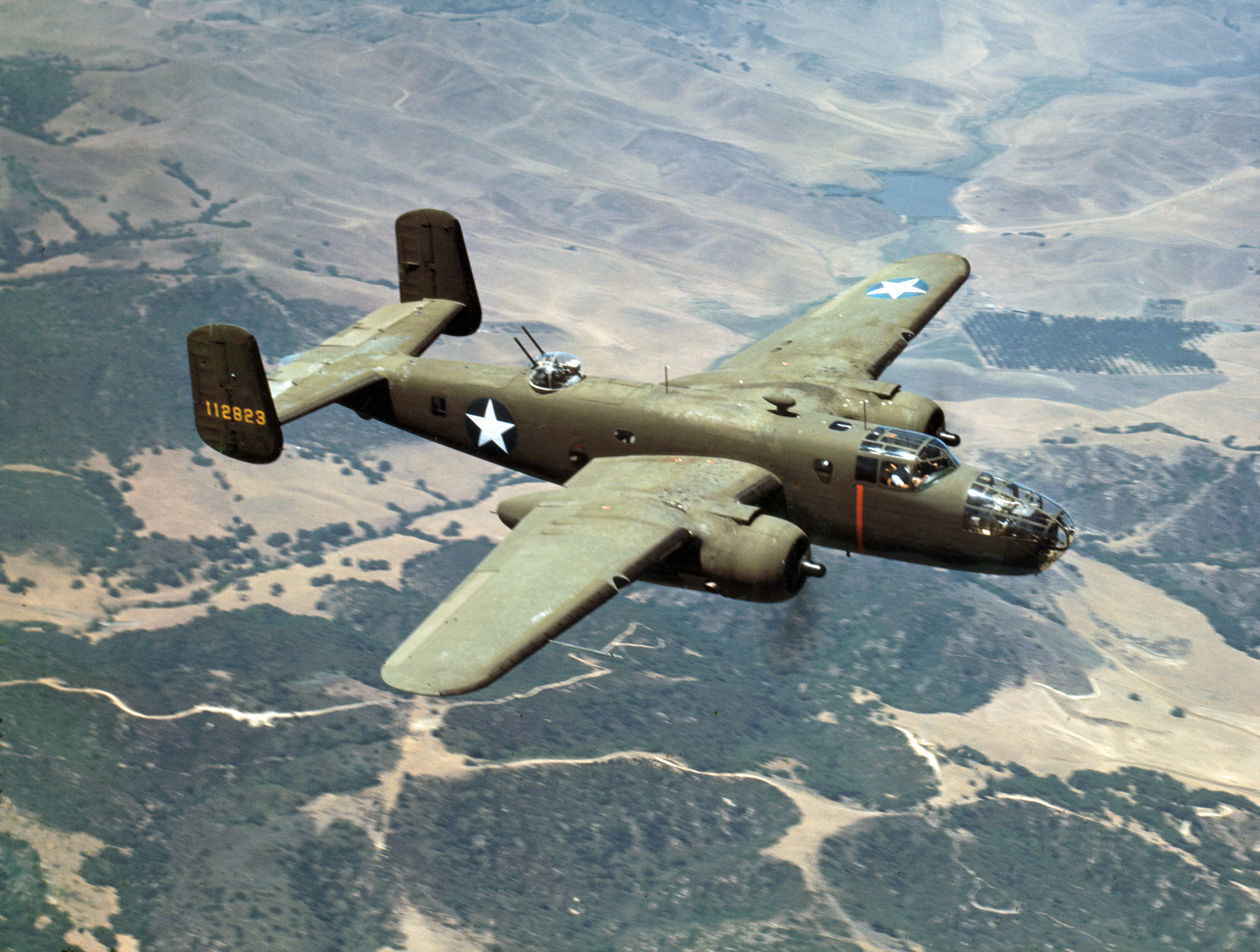
Bombardier mediu B-25

Hornet a ajuns la Alameda, California, la 20 martie 1942.
La 1 aprilie pe puntea de zbor a portavionului s-au încărcat 16 bombardiere B-25 Mitchell. Sub comanda locotenent-colonelului James H. Doolittle, s-au îmbarcat la bord și 64 militari ai aviației SUA.
În compania navelor de escortă, Hornet a părăsit Alameda la 2 aprilie , cu ordine secrte, sigilate. În acea după-amiază, căpitanul Marc Mitscher a informat militarii despre misiunea lor: efectuarea unui bombardament asupra Japoniei.
Unsprezece zile mai târziu, Hornet s-a întâlnit cu portavionul Enterprise, care venea de la Midway, și cu Task Force 16 (TF 16), cu care împreună s-au îndreptat spre Japonia. Cu Enterprise asigurând apărare aeriană, Hornet a intrat adânc în apele teritoriale inamice. Inițial, grupul naval intenționa să acționeze de la o distanță de 740 km de coasta japoneză, dar în dimineața zilei de 18 aprilie, Nitto Maru, o navă de patrulare japoneză, a descoperit navele americane. Nashville a scufundat imediat nava de patrulare , dar japonezii au fost alertați despre apropierea navelor americane.
Doolittle a fost forțat să lanseze avioanele prematur, de la 1.100 km, în loc de 830 km planificați. Din cauza acestei decizii, pe drum a apărut problema lipsei de combustibil și niciuna din cele 16 avioane nu au ajuns la locul lor de aterizare planificat în China. După război, s-a constatat că Tokio a primit mesajul de la Nitto Maru într-o formă deformată și că nava japoneză a fost scufundată înainte de a putea trimite un mesaj clar comandamentului japonez.
Hornet era pregătit să lanseze bombardierele, cu valuri de 9,1 m, care zdruncinau navele, udau puntea de zbor și echipajele de punte. Primul avion, comandat de colonelul Doolittle, a avut doar 142 m punte liberă să decoleze. La ora 09:20, toate cele 16 avioane erau în aer, îndreptându-se spre primul atac aerian american împotriva insulelor japoneze.
Hornet după decolarea bombardierelor și-a ridicat din hangare pe punte propriile avioane și împreună cu TF 16 s-au îndreptat cu viteză maximă spre Pearl Harbor. Emisiunile interceptate, atât în japoneză cât și în și engleză, au confirmat la 14:46 succesul raidurilor. Exact la o săptămână de la  lansareaa bombardierelor B-25, Hornet a intrat în portul Pearl Harbor.  Misiunea portavionului Hornet a fost ținut secret oficial timp de un an.

## Bătălia de la Midway, iunie 1942

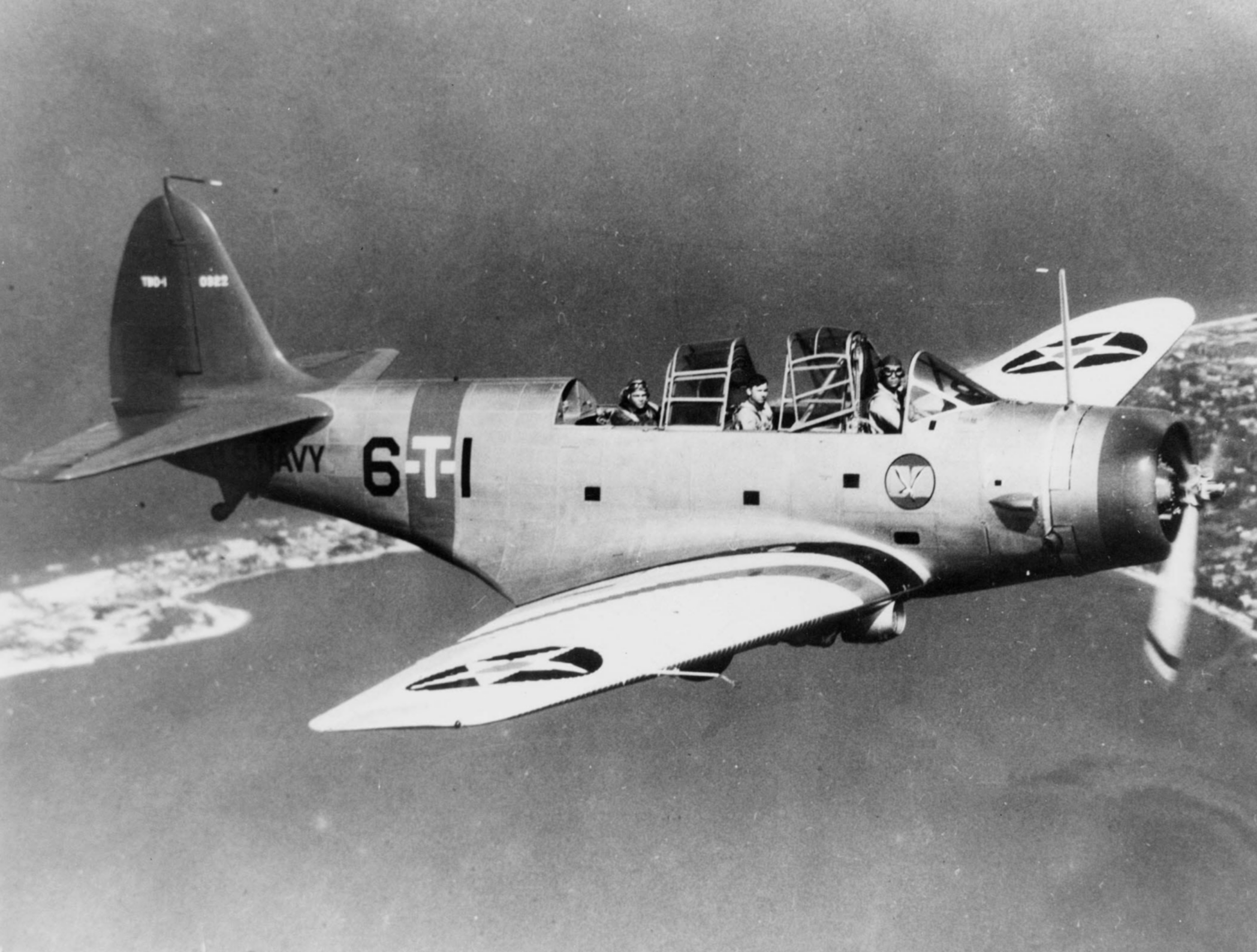
Bombardiere torpiloare TBD Devastator de pe Hornet la Midway

La 28 mai, Hornet și Task Force 16 părăseau portul militar Pearl Harbor, plecând spre Point „Luck", un loc arbitrar în ocean, aflat aproximativ la 325 mile nord-est de Midway, ca să ajungă în flancul forțelor japoneze compuse din patru portavioane, pentru a le pregăti o ambuscadă. 
În dimineața zilei de 04 iunie 1942, s-au raportat avioane japoneze de pe portavioane reperate, care se îndreptau spre Midway.
Hornet, Yorktown și Enterprise au lansat avioanele, la fel ca și portavioanele japoneze, lovind avioanele americane și pregătindu-se pentru un atac asupra insulei Midway. Bombardierele în picaj de pe Hornet au urmat un curs greșit și nu au găsit flota inamică. Mai multe bombardiere și toate avioanele de vânătoare din escortă au fost forțați să renunțe, atunci când au rămas fără combustibil în încercarea lor de a se întoarce pe navă. Cincisprezece bombardiere torpiloare Douglas TBD Devastator depășite moral din Escadrila Torpiloare 8 (VT-8) comandate de John C. Waldron au reperat inamicul și l-au atacat. Ei s-au întâlnit apoi cu o forță inamică copleșitoare de avioane de vânătoare la aproximativ 9,2 km, americanii neavând escortă de protecție, au fost doborâți rând pe rând de japonezi cu Mitsubishi A6M Zero pentru care nu erau inamici redutabili bombardierele torpiloare grele, neescortate și neînarmate. George H. Gay a fost singurul supraviețuitor din cei 30 de oameni, fără să fi produs vreo pagubă navelor japoneze.
Alte atacuri de Enterprise și Yorktown cu avioane torpiloare s-au dovedit la fel de dezastruoase din punct de vedere a pierderilor, dar pe de altă parte au reușit, forțând portavioanele japoneze să-și țină punțile goale pentru operațiunile de apărare contra avioanelor americane atacatoare, neputând să pregătească un contraatac cu torpile împotriva portavioanelor americane.
Multe din avioanele de vânătoare Zero japoneze și-au terminat combustibilul și muniția, doborînd ultimii atacatori americani deasupra lui Hiryū, când bombardierele în picaj de Enterprise și Yorktown au atacat, provocând incendii enorme la bordul celor trei portavioane japoneze, care au dus în final la pierderea acestora.
Hiryū a fost lovit mai târziu în după-amiaza zilei de 04 iunie cu avioane de pe Enterprise și s-a scufundat devreme în dimineața următoare. Avioanele de pe Hornet, lansate cu întârziere ca urmare a necesității de a le recupera datorită datelor greșite primite de la avioanele de recunoaștere de pe Yorktown și problemelor de comunicație, au atacat un vas crucișător și alte nave de escortă, dar nu a reușit să lovească nicio navă. Yorktown a fost pierdut ca urmare a unui atac combinat cu avioane și submarine.
Avioanele de pe Hornet la 06 iunie 1942 au atacat flota japoneză care se retrăgea, și au contribuit la scufundarea crucișătorului greu Mikuma, lovind un distrugător, și lăsând crucișătorul greu Mogami grav avariat și arzând. Atacul avioanelor de pe Hornet asupra lui Mogami a încheiat una dintre marile bătălii decisive ale istoriei navale. Atolul Midway a fost salvat ca o bază importantă pentru operațiunile americane în vestul Oceanului Pacific. De cea mai mare importanță a fost paralizarea puterii unității japoneze de portavioane, o lovitură puternică din care Marina Imperială Japoneză nu și-a mai revenit niciodată.
Cele patru portavioane japoneze mari, au luat cu ei în mormânr aproximativ 250 de avioane și un procent mare de personal de întreținere a avioanelor instruiți și cu experiență.
Victoria de la Midway a fost un punct de cotitură decisivă în războiul din Pacific.

## Campania din Insulele Solomon, august-octombrie 1942

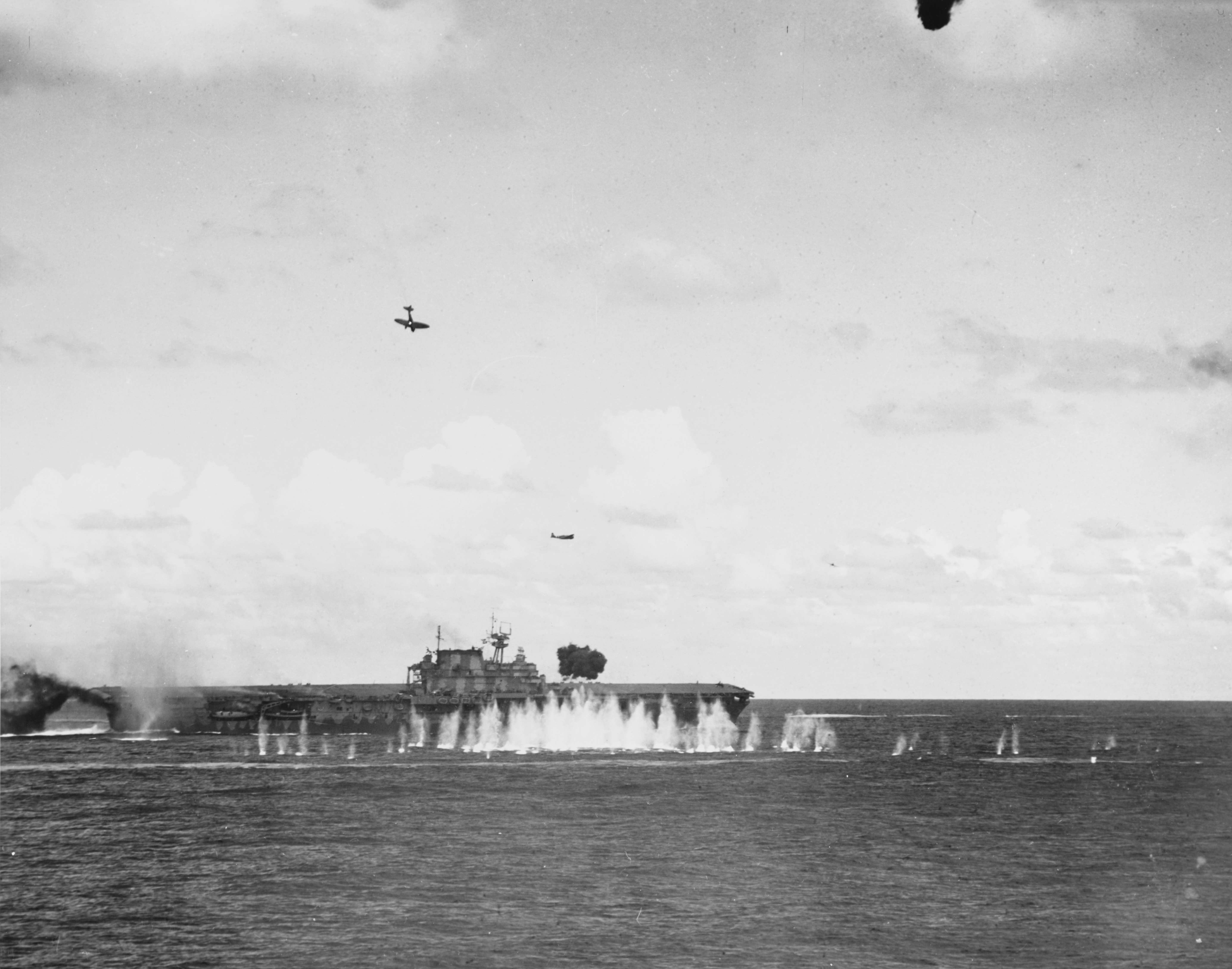
USS Hornet (CV-8) atacat în Bătălia de la Insulele Santa Cruz

Bătălia de la Insulele Santa Cruz a avut loc pe 26 octombrie 1942, fără contact între navele de suprafață ale forțelor opuse.
În acea dimineață, avioanele de vânătoare ale portavionului Enterprise au bombardat portavionul Zuihō, în timp ce avioanele de pe Hornet au deteriorat grav portavionul Shōkaku și crucișătorul greu Chikuma. Alte două crucișătoare au fost de asemenea atacate de avioanele de pe Hornet. Între timp Hornet a fost atacat de un bombardier în picaj și de un avion torpilor. Într-o perioadă de 15 minute, Hornet a primit trei lovituri cu bombe de la un bombardier în picaj tip Aichi D3A „Val". Un „Val", după ce a fost grav avariat de focul antiaerian de pe portavion, în timp ce se apropia de Hornet, avionul în mod deliberat  s-a prăbușit pe portavion, omorând șapte persoane și incendiind puntea cu combustibilul aprins. Între timp o formație de avioane torpiloare Nakajima B5N „Kate" au atacat Hornet și l-au lovit cu două torpile, care au deteriorat grav sistemele electrice și motoarele. Portavionul oprindu-se, un alt „Val" lovit s-a prăbușit în mod deliberat pe babordul lui Hornet, lângă proră.
Cu motoarele scoase din funcțiune, Hornet a fost în imposibilitatea de a lansa sau a primi avioane la bord, aviatorii săi fiind obligați să aterizeze pe Enterprise sau să se prăbușească în ocean. Contraamiralul George D. Murray a ordonat crucișătorului greu Northampton să tracteze portavionul Hornet în afara teatrului de luptă. Deoarece avioanele japoneze au atacat Enterprise, acest lucru a permis crucișătorului Northampton să tracteze Hornet cu o viteză de aproximativ cinci noduri. Echipajele de reparații au fost pe punctul de a repune motorul în funcțiune, când o altă formație de avioane torpiloare, nouă Nakajima B5N „Kate" au sosit și au început atacul. Opt dintre aceste avioane au fost fie doborâte, fie nu au reușit să lovească navele, dar cel de-al nouălea a lovit cu o torpilă tribordul portavionului Hornet, care a distrus sistemul electric și a provocat o înclinare de 14 de grade a navei. După ce a fost informat că forțele de suprafață japoneze se apropie și că eforturi suplimentare de remorcare sunt zadarnice, vice-amiralul William Halsey a ordonat scufundarea portavionului Hornet, lansând și ordinul de abandonare a navei. Căpitanul Charles P. Mason a fost ultimul om de la bord, care a părăsit nava, iar supraviețuitorii au fost repede culeși de distrugătoare din escortă.
Navele de război americane au încercat să sabordeze portavionul lovit, care a fost lovit cu nouă torpile, multe dintre care nu au explodat, și peste 400 de lovituri de la tunurile de 5 țoli de pe distrugătoarele Mustin și Anderson. Distrugătoarele au plecat atunci când o formație de nave japoneze a intrat în zonă. După ce japonezii au găsit portavionul care a lansat cu câteva luni în urmă Raidul Doolittle, japonezii au considerat Hornet ca trofeu de război încercând să-l tracteze, dar au decis repede, că este prea deteriorat pentru a putea fi tractat. Distrugătoarele japoneze Makigumo și Akigumo în cele din urmă au scufundat Hornet cu patru torpile de 24 de țoli. La ora 01:35, 27 octombrie 1942, Hornet a fost în cele din urmă scufundat cu pierderea a 140 de marinari.
Hornet a fost șters din Registrul Naval la 13 ianuarie 1943. Cu toate acestea, numele lui a fost reînviat în mai puțin de un an, atunci când unul dintre portavioanele nou-construite ale flotei din clasa Essex a primit numele de USS Hornet (CV-12).
În afară de portavionul ușor USS Princeton și câteva portavioane de escortă mai mici, Hornet a fost ultimul portavion al flotei american scufundat vreodată de focul inamic.